# 1866 год
1866 (ты́сяча восемьсо́т шестьдеся́т шесто́й) год  по григорианскому календарю — невисокосный год, начинающийся в понедельник. Это 1866 год нашей эры, 6‑й год 7‑го десятилетия XIX века 2‑го тысячелетия, 7‑й год 1860‑х годов. Он закончился 159 лет назад.
| Пн | Вт | Ср | Чт | Пт | Сб | Вс |
| 1  | 2  | 3  | 4  | 5  | 6  | 7  |
| 8  | 9  | 10 | 11 | 12 | 13 | 14 |
| 15 | 16 | 17 | 18 | 19 | 20 | 21 |
| 22 | 23 | 24 | 25 | 26 | 27 | 28 |
| 29 | 30 | 31 |    |    |    |    |

| Пн | Вт | Ср | Чт | Пт | Сб | Вс |
|    |    |    | 1  | 2  | 3  | 4  |
| 5  | 6  | 7  | 8  | 9  | 10 | 11 |
| 12 | 13 | 14 | 15 | 16 | 17 | 18 |
| 19 | 20 | 21 | 22 | 23 | 24 | 25 |
| 26 | 27 | 28 |    |    |    |    |

| Пн | Вт | Ср | Чт | Пт | Сб | Вс |
|    |    |    | 1  | 2  | 3  | 4  |
| 5  | 6  | 7  | 8  | 9  | 10 | 11 |
| 12 | 13 | 14 | 15 | 16 | 17 | 18 |
| 19 | 20 | 21 | 22 | 23 | 24 | 25 |
| 26 | 27 | 28 | 29 | 30 | 31 |    |

| Пн | Вт | Ср | Чт | Пт | Сб | Вс |
|    |    |    |    |    |    | 1  |
| 2  | 3  | 4  | 5  | 6  | 7  | 8  |
| 9  | 10 | 11 | 12 | 13 | 14 | 15 |
| 16 | 17 | 18 | 19 | 20 | 21 | 22 |
| 23 | 24 | 25 | 26 | 27 | 28 | 29 |
| 30 |    |    |    |    |    |    |

| Пн | Вт | Ср | Чт | Пт | Сб | Вс |
|    | 1  | 2  | 3  | 4  | 5  | 6  |
| 7  | 8  | 9  | 10 | 11 | 12 | 13 |
| 14 | 15 | 16 | 17 | 18 | 19 | 20 |
| 21 | 22 | 23 | 24 | 25 | 26 | 27 |
| 28 | 29 | 30 | 31 |    |    |    |

| Пн | Вт | Ср | Чт | Пт | Сб | Вс |
|    |    |    |    | 1  | 2  | 3  |
| 4  | 5  | 6  | 7  | 8  | 9  | 10 |
| 11 | 12 | 13 | 14 | 15 | 16 | 17 |
| 18 | 19 | 20 | 21 | 22 | 23 | 24 |
| 25 | 26 | 27 | 28 | 29 | 30 |    |

| Пн | Вт | Ср | Чт | Пт | Сб | Вс |
|    |    |    |    |    |    | 1  |
| 2  | 3  | 4  | 5  | 6  | 7  | 8  |
| 9  | 10 | 11 | 12 | 13 | 14 | 15 |
| 16 | 17 | 18 | 19 | 20 | 21 | 22 |
| 23 | 24 | 25 | 26 | 27 | 28 | 29 |
| 30 | 31 |    |    |    |    |    |

| Пн | Вт | Ср | Чт | Пт | Сб | Вс |
|    |    | 1  | 2  | 3  | 4  | 5  |
| 6  | 7  | 8  | 9  | 10 | 11 | 12 |
| 13 | 14 | 15 | 16 | 17 | 18 | 19 |
| 20 | 21 | 22 | 23 | 24 | 25 | 26 |
| 27 | 28 | 29 | 30 | 31 |    |    |

| Пн | Вт | Ср | Чт | Пт | Сб | Вс |
|    |    |    |    |    | 1  | 2  |
| 3  | 4  | 5  | 6  | 7  | 8  | 9  |
| 10 | 11 | 12 | 13 | 14 | 15 | 16 |
| 17 | 18 | 19 | 20 | 21 | 22 | 23 |
| 24 | 25 | 26 | 27 | 28 | 29 | 30 |

| Пн | Вт | Ср | Чт | Пт | Сб | Вс |
| 1  | 2  | 3  | 4  | 5  | 6  | 7  |
| 8  | 9  | 10 | 11 | 12 | 13 | 14 |
| 15 | 16 | 17 | 18 | 19 | 20 | 21 |
| 22 | 23 | 24 | 25 | 26 | 27 | 28 |
| 29 | 30 | 31 |    |    |    |    |

| Пн | Вт | Ср | Чт | Пт | Сб | Вс |
|    |    |    | 1  | 2  | 3  | 4  |
| 5  | 6  | 7  | 8  | 9  | 10 | 11 |
| 12 | 13 | 14 | 15 | 16 | 17 | 18 |
| 19 | 20 | 21 | 22 | 23 | 24 | 25 |
| 26 | 27 | 28 | 29 | 30 |    |    |

| Пн | Вт | Ср | Чт | Пт | Сб | Вс |
|    |    |    |    |    | 1  | 2  |
| 3  | 4  | 5  | 6  | 7  | 8  | 9  |
| 10 | 11 | 12 | 13 | 14 | 15 | 16 |
| 17 | 18 | 19 | 20 | 21 | 22 | 23 |
| 24 | 25 | 26 | 27 | 28 | 29 | 30 |
| 31 |    |    |    |    |    |    |

## События
- Открыта Московская консерватория.
- 23 февраля — отречение Иона Кузы от престола Валахии и Молдавии.
- 8 апреля — Пруссия и Италия заключили секретное соглашение, условившись не прекращать военных действий против Австрии, пока не получат территории, на которые претендуют[1].
- 16 апреля — неудавшееся покушение Д. В. Каракозова на императора Александра II у ворот Летнего сада в Санкт-Петербурге.
- май — начало российско-бухарской войны.
- 16 мая — состоялось торжественное открытие Никольского единоверческого монастыря в Москве.
- 14 июня — сейм Германского союза одобрил предложение Австрийской империи мобилизовать союзную армию против Пруссии[2].
- 16 июня — прусская армия начала наступление на Ганновер, Гессен и Саксонию[2].
- 17 июня — Австрийская империя объявила войну Пруссии. Начало Австро-прусской войны[2].
- 19 июня — начало испытаний в Кронштадте подводной лодки И. Ф. Александровского.
- 20 июня — итальянская армия вторглась в пределы Венецианской области, принадлежавшей Австрии. Начало Второй австро-итальянской войны[1].
- 22 июня — прусское главное командование издало директиву о концентрическом вторжении в Богемию[3].
- 24 июня
  - Итальянская армия короля Виктора Эммануила под командованием генерала Альфонсо Ламарморы потерпела поражение от австрийской армии эрцгерцога Альбрехта в битве при Кустоце[4].
  - На Кругобайкальском тракте поднимают восстание 700 русских и польских ссыльных. Восстание подавлено, его руководители расстреляны[5].
- 28 июня — армия Ганновера капитулировала перед прусской армией при Лангензальце[3].
- 3 июля — решающая исход Австро-прусской войны битва при Садове. Австрийская армия потерпела поражение[6].
- 8 июля — итальянская армия вновь перешла в наступление против войск Австрии[1].
- 20 июля — Лисское сражение между флотами Австрии (контр-адмирал Вильгельм фон Тегетгофф) и Италии (адмирал К. П. Персано), закончившееся поражением итальянского флота. Первый эскадренный бой между паровыми броненосными кораблями[7].
- 22 июля — Пруссия и Австрия заключили перемирие[8].
- 26 июля
  - Заключён сепаратный предварительный Никольсбургский мирный договор между Австрией и Пруссией[6].
  - По дну Атлантического океана проложен первый, корректно передающий электрические импульсы, трансатлантический кабель.
- 7 августа — начало восстания в Абхазии[9].
- 10 августа — Австрия и Италия заключили перемирие[1].
- 23 августа — в Праге подписано мирное соглашение, завершившее Австро-прусско-итальянскую войну. Германский союз упразднён, Пруссия получает право создать новый общегерманский союз под своим верховенством[6].
- 1 сентября — открыта Московская консерватория.
- 3 сентября — в Женеве начал работу первый конгресс первого Интернационала (3—8 сентября)[10].
- 7 сентября — русские власти завершили разоружение восставших в Абхазии[9].
- 3 октября — заключён Венский мирный договор по итогам Австро-прусско-итальянской войны. Австрия уступила Венецианскую область Франции, которая передала её Итальянскому королевству[6].
- 21 октября — в Венецианской области проведён плебисцит, по итогам которого она была присоединена к Итальянскому королевству[1].
- 30 октября — в ходе русско-бухарской войны 1866—1868 годов русским отрядом под командованием генерала Д. И. Романовского взята крепость Джизак в Бухарском эмирате.
- 24 ноября — в России издан закон о реформе государственных крестьян. За ними сохранялись все земли, бывшие в их пользовании[11].
- 19 декабря — создание Русского телеграфного агентства.
- Грегор Мендель, австрийский монах, десять лет потративший на скрещивание различных сортов гороха в монастырском саду, объявил об открытии им основных законов наследственности.
- Созданы Двинские главные железнодорожные мастерские, впоследствии переименованные в Даугавпилсский локомотиворемонтный завод.
- В Калаверасе (штат Калифорния, США) обнаружен окаменелый человеческий череп, якобы доказывавший одновременное существование людей и мастодонтов. Находка стала одной из самых известных археологических фальсификаций, а статья о ней была опубликована в 11-м издании Энциклопедии Британники.

## Родились
См. также: Категория:Родившиеся в 1866 году
- 1 января — Василий Сергеевич Калинников, русский композитор.
- 28 января — Карл Эмиль Сишор, американский психолог.
- 29 января — Ромен Роллан, французский писатель, лауреат Нобелевской премии.
- 8 февраля — Лев Самойлович Бакст, художник.
- 21 февраля — Август Вассерман, немецкий бактериолог и иммунолог. Разработал метод серодиагностики сифилиса (реакция Вассермана).
- 5 марта —Алихан Нурмухамедулы Букейхан, казахский общественный деятель, преподаватель, журналист, этнограф. Один из лидеров партии «Алаш», комиссар Временного правительства по Казахстану (1917). Председатель (премьер-министр) Алашской автономии с 1917 по 1920 годы. Алихан Букейханов считается первым премьер-министром Казахстана.
- 17 мая — Эрик Сати, французский композитор и пианист, родоначальник авангардных музыкальных течений, основоположник музыкального минимализма и жанра «меблировочной музыки».
- 16 июля — Вячеслав Ива́нов, русский поэт-символист, один из идейных вдохновителей поэзии «серебряного века».
- 28 июля — Беатрикс Поттер, английская детская писательница.
- 21 сентября — Герберт Джордж Уэллс, английский писатель и публицист.
- 29 сентября — Михаил Сергеевич Грушевский, украинский историк, писатель, общественный и политический деятель, председатель Украинской Центральной Рады, академик АН УССР и АН СССР (ум. 1934).
- 7 октября — Сергей Яковлевич Аллилуев, русский революционер, отец Н. С. Аллилуевой (ум. 1945).
- 12 ноября — Сунь Ятсен, китайский революционер.
- 15 ноября — Александра Александровна Яблочкина, актриса Малого театра.
- 24 декабря — Эмануил Ласкер, немецкий шахматист и математик, второй чемпион мира по шахматам (ум. 1941).
- Алексей Кириллович Я́нсон, русский педагог, общественный деятель Российской империи и Эстонии.

## Скончались
См. также: Категория:Умершие в 1866 году
- 10 января — Пётр Александрович Плетнёв, русский поэт и литературный критик (род. 1792).
- 15 января — Массимо де Адзельо, маркиз, итальянский политик и писатель, идеолог объединения Италии, премьер-министр Пьемонта в 1849—1852 годах (род. 1798).
- 31 января — Фридрих Рюккерт, немецкий поэт, переводчик, востоковед (род. 1788).
- 6 марта — Игнац Трокслер, швейцарский врач, философ и политик (род. 1780).
- 16 июня — Порфирий Николаевич Глебов, российский военный историк, генерал-лейтенант РИА (р. ок. 1810).
- 20 июля — Георг Риман, немецкий математик, один из создателей неевклидовой геометрии (род. 1826).
- 10 сентября — граф Михаил Николаевич Муравьёв-Виленский, русский государственный деятель (род. 1796).
- 17 сентября — Михаил Александрович Дмитриев, русский поэт, критик, переводчик, мемуарист (род. 1796).
- 28 сентября — Степан Семёнович Дудышкин, русский журналист и литературный критик (род. 1821).
- 3 декабря — Карл Голльмик (род. 1796), немецкий композитор, лексикограф и музыкальный критик.